# فنسنت جاكسون (سياسي)
فنسنت جاكسون (بالإنجليزية: Vincent Jackson)‏ هو سياسي أيرلندي، ولد في 1966.